# Múscul extensor curt del polze
El múscul extensor curt del polze (musculus extensor pollicis brevis) o extensor curt del dit polze, és el múscul que està situat sota l'extensor comú, en la part dorsal de l'avantbraç i connectat amb el múscul abductor llarg del polze. El seu tendó constitueix el límit radial de la tabaquera anatòmica.

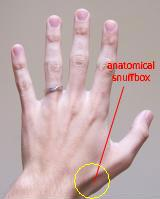
Tabaquera anatòmica.

L'extensor curt del polze s'encarrega d'estendre la primera falange del polze. També abdueix el canell i individualitza les accions de la primera i segona falange d'aquest dit.
S'origina en la cara posterior del cos del cúbit i el radi, i en la cara posterior de la membrana interòssia que es troba entre aquestes dues insercions. La seva direcció és similar a la del múscul abductor llarg del polze; el seu tendó passa per la mateixa ranura, al costat lateral del radi, i acaba inserint-se en l'extremitat superior de la primera falange del polze.

## Innervació i irrigació
El múscul extensor curt del polze està innervat pel nervi interossi posterior, una branca del nervi radial. La irrigació va a càrrec de l'artèria que porta el mateix nom, l'artèria interòssia posterior, una de les branques de l'artèria cubital.

## Imatges

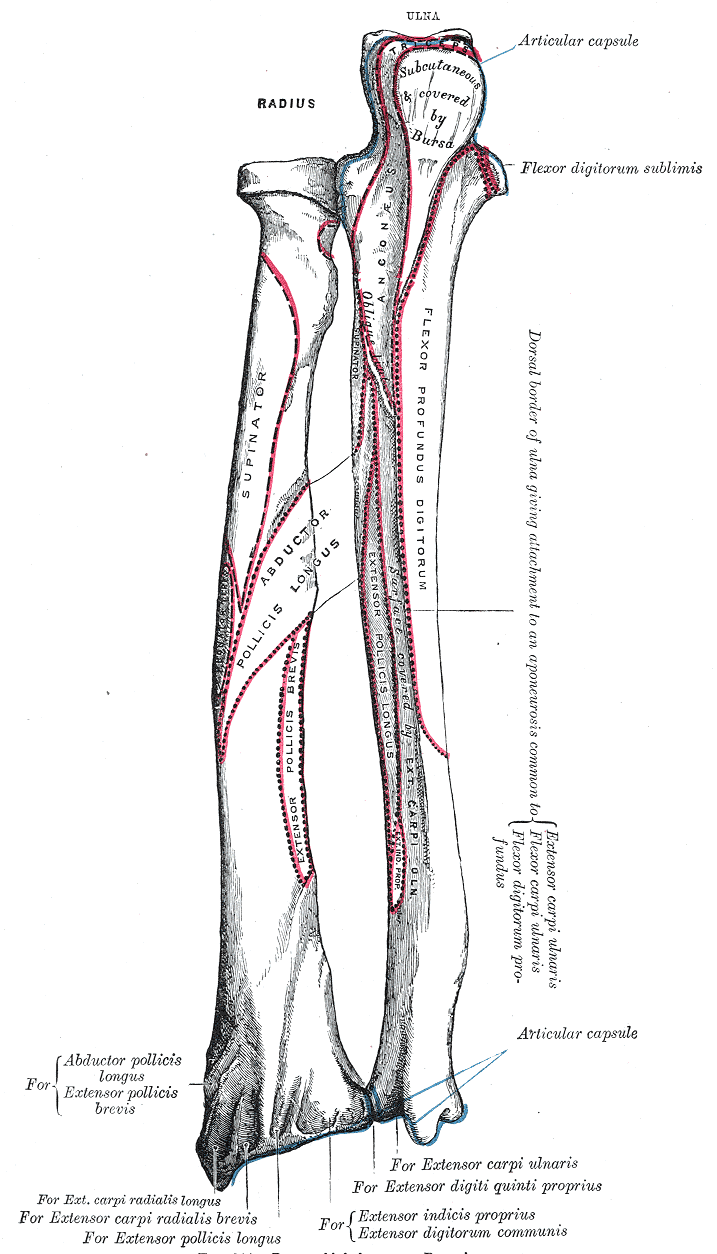
Cara posterior dels ossos de l'avantbraç esquerre.
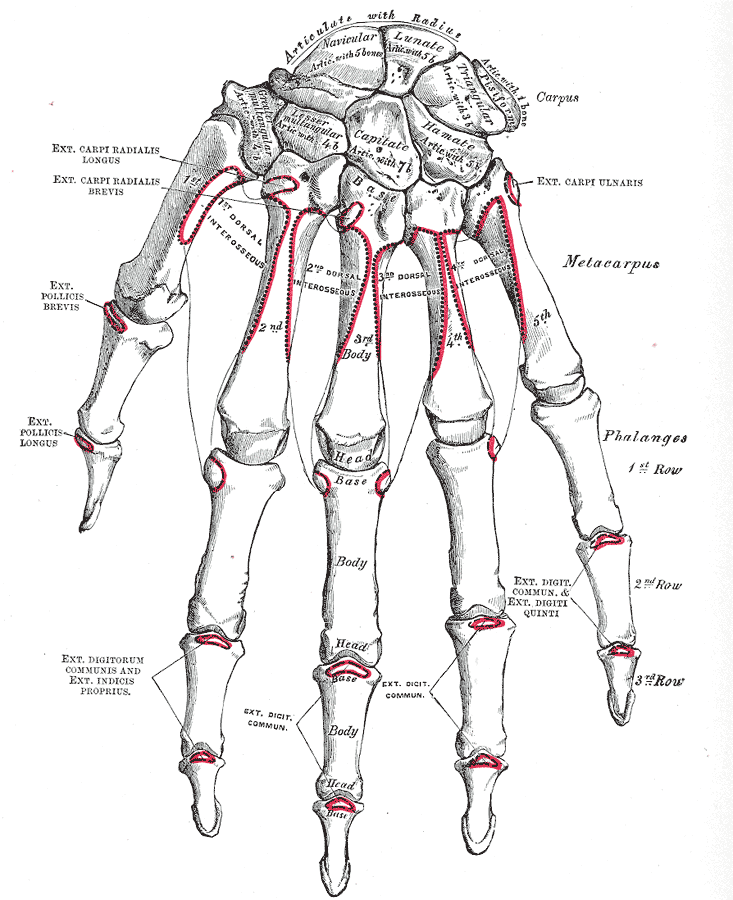
Superfície dorsal dels ossos de la mà esquerra.
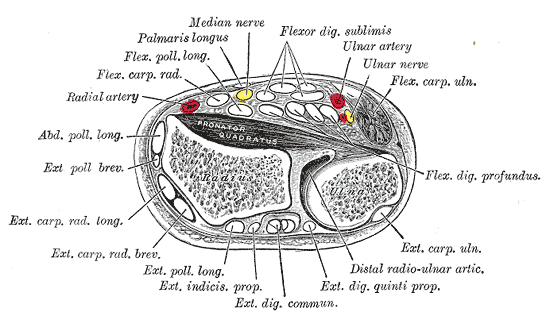
Secció transversal a través dels extrems distals del radi i el cúbit.
Secció transversal a nivell del canell i els dits.
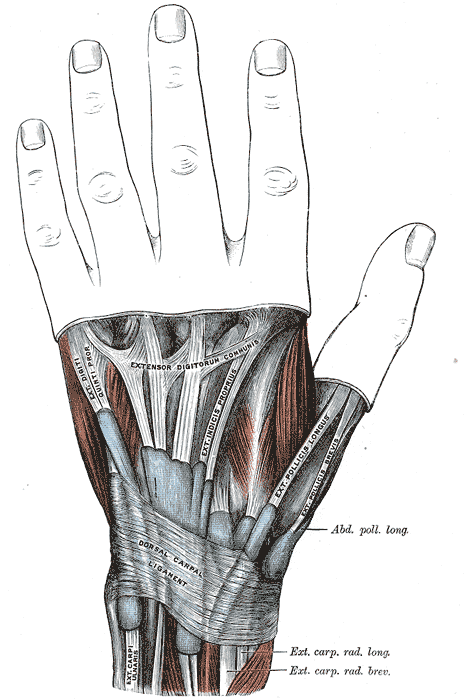
Beines mucoses dels tendons en la part posterior del canell.
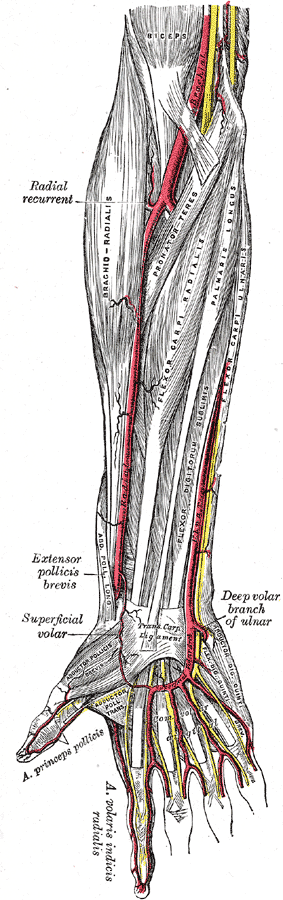
Artèries radial i cubital.

- Disseccions on es pot observar el múscul extensor curt del polze

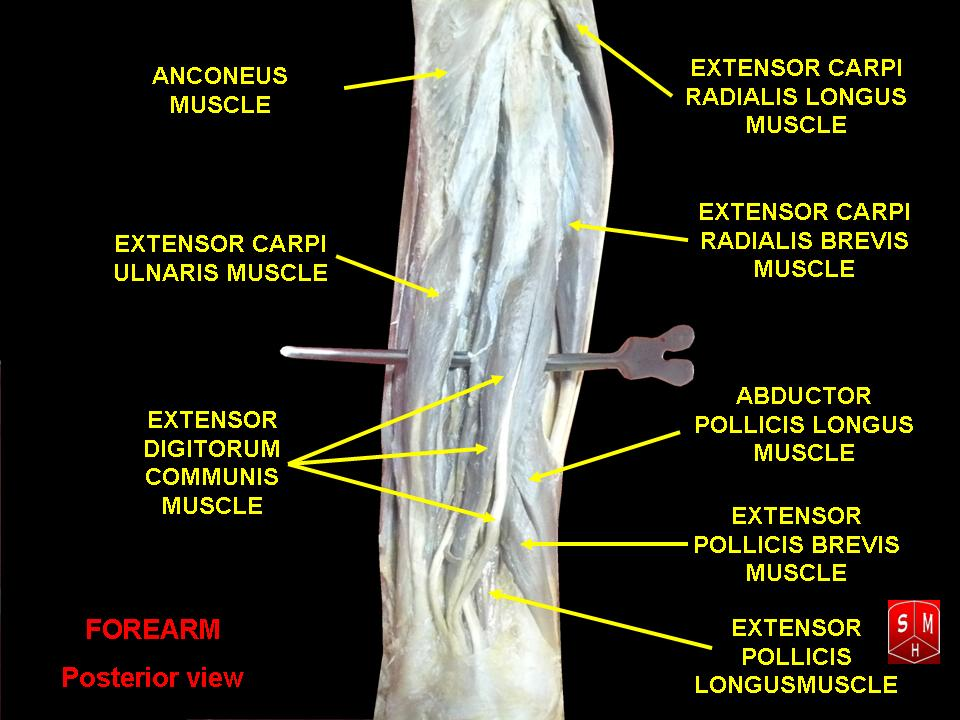
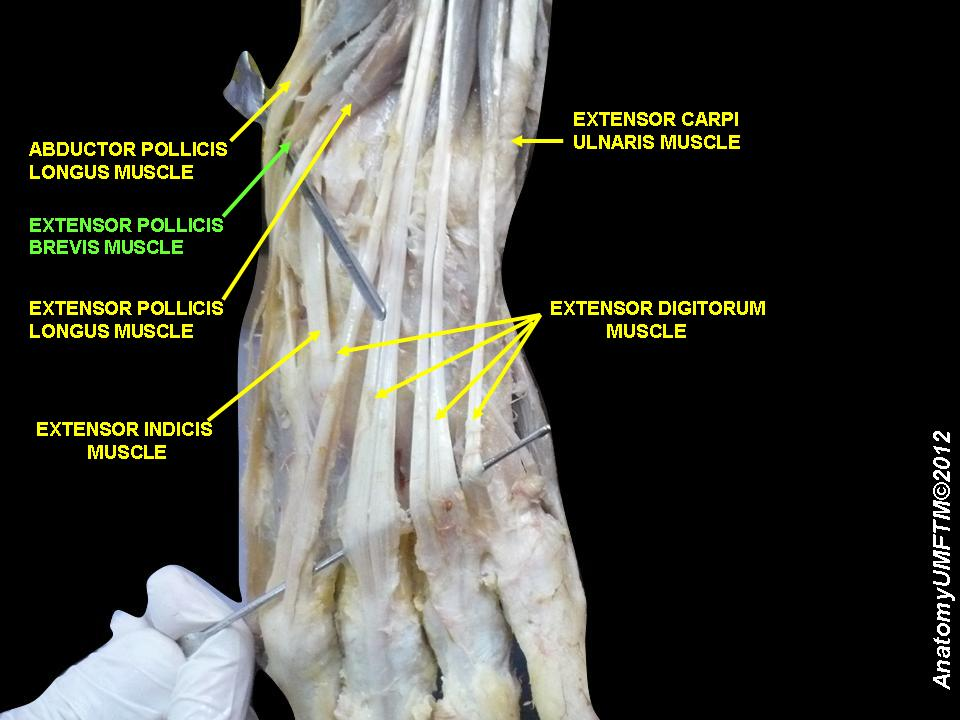
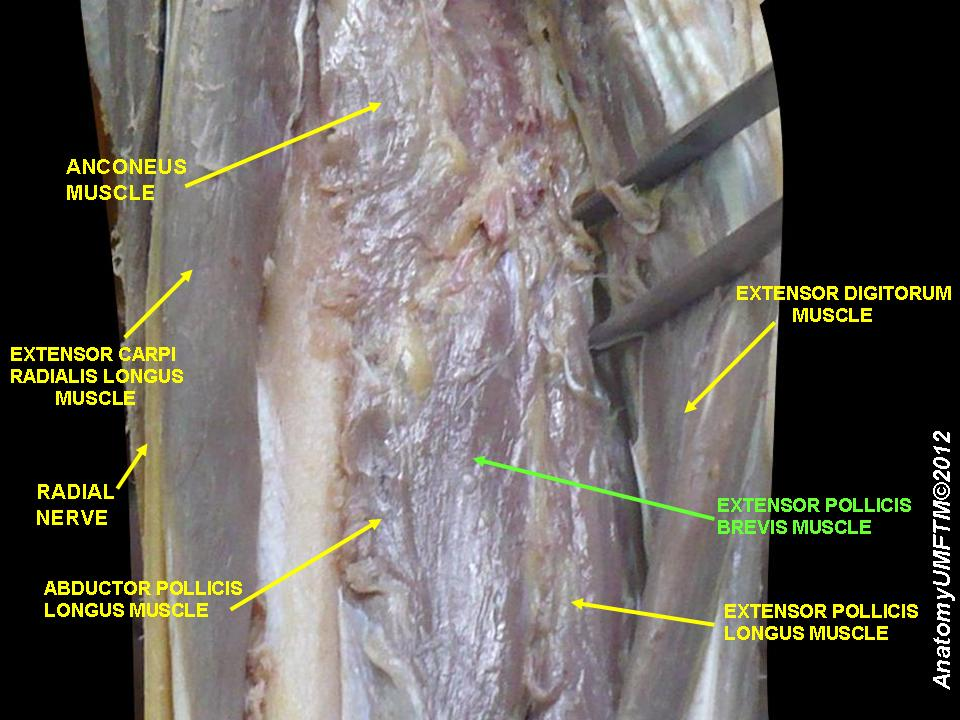
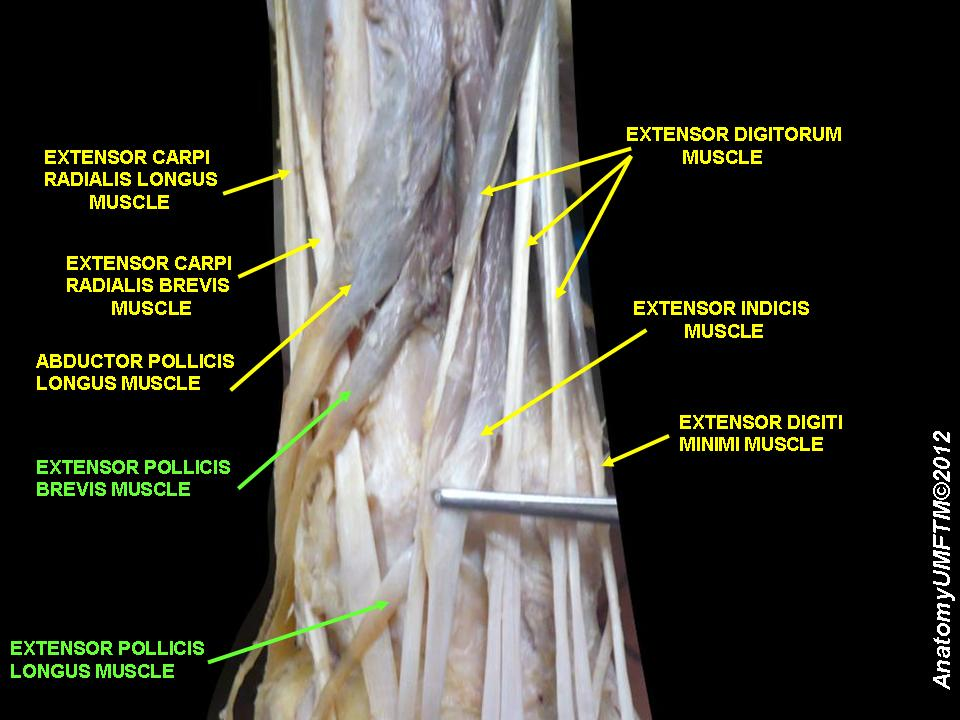